# HMS E3
O  HMS E3 foi o terceiro submarino E-class a ser construído em Barrow por Vickers em 1911-1912. Foram construídos com compartimentalização e resistência não alcançáveis anteriormente. Estes foram os melhores submarinos da Marinha Real no início da Primeira Guerra Mundial. Ele foi afundado no primeiro ataque bem-sucedido de um submarino por outro, quando foi torpedeado em 18 de outubro de 1914 por U-27.

## Design
Os primeiros submarinos britânicos da Classe E, de E1 a E8, tiveram um deslocamento de 652 toneladas (719 toneladas curtas) na superfície e 795 toneladas (876 toneladas curtas) enquanto submergiam. Eles tinham um comprimento total de 180 pés (55 m) e um raio de 22 pés 8.5 polegadas (6.922 m), e foram alimentados por dois motores a diesel de dois tempos Vickers de oito cilindros de 800 cavalos de potência (600 kW) e dois 420 cavalos de potência ( 310 kW) motores elétricos. A classe tinha uma velocidade máxima de superfície de 16 nós (30 km / h) e uma velocidade submersa de 10 nós (19 km / h; 12 mph), com uma capacidade de combustível de 50 toneladas (55 toneladas curtas) de diesel proporcionando um alcance de 3.225 milhas (5.190 km; 2.802 nmi) ao viajar a 10 nós (19 km / h; 12 mph), enquanto submersos tinham um alcance de 85 milhas (137 km; 74 nmi) a 5 nós (9,3 km / h; 5,8 mph).
Os primeiros barcos da classe "Grupo 1" E estavam armados com quatro tubos de torpedo de 18 polegadas (450 mm), um na proa, um na lateral e um na popa; um total de oito torpedos foram transportados. Os barcos do Grupo 1 não estavam equipados com uma arma de convés durante a construção, mas os envolvidos na campanha de Dardanelos tinham armas montadas à frente da torre de comando enquanto estavam no estaleiro de Malta.
Os submarinos da Classe E tinham sistemas sem fio com potência de 1 quilowatt (1,3 hp); em alguns submarinos, estes foram posteriormente atualizados para sistemas de 3 kilowatts (4,0 hp), removendo um tubo torpedo de meia-nau. Sua profundidade máxima de projeto era de 30 m, embora em serviço algumas alcançassem profundidades abaixo de 61 m. Alguns submarinos continham sistemas osciladores Fessenden..

## Perda
A E3 partiu de Harwich em 16 de outubro para patrulhar Borkum no Mar do Norte. Em 18 de outubro, ela avistou alguns destróieres alemães à frente, mas não conseguiu se posicionar para atirar neles. Incapaz de passá-los, o comandante Cholmley recuou para a baía para esperar que eles se dispersassem. Ao fazê-lo, ele não conseguiu ver que a baía também foi ocupada por U-27, sob Kapitänleutnant Bernd Wegener.
Wegener estava à tona e patrulhando entre os Ems e Borkum quando, às 11h25, um objeto parecido com uma boia foi visto, onde nenhuma boia deveria estar. Suspeitando de um submarino britânico, o U-27 imediatamente mergulhou e fechou o objeto. Apesar de "emboscado", o número 83 era claramente visível na torre de comando do barco britânico, agora identificado como tal, sem dúvida razoável. Wegener seguiu o submarino por duas horas até conseguir se aproximar do "sol". Ele observou que os observadores estavam olhando atentamente na outra direção, em direção ao Ems. Quando a distância havia se fechado a 270 m, um único torpedo foi disparado por U-27. A detonação seguiu pouco depois, e a E3 afundou imediatamente. Sobreviventes eram visíveis na água, mas temendo que um segundo submarino britânico estivesse à espreita por perto, o U-27 mergulhou e se retirou. 30 minutos depois, o U-boat retornou ao local para buscar evidências e possíveis sobreviventes, mas sem sucesso. Todos os 31 membros da tripulação da E3 foram perdidos.
Em 1990, a seção de popa foi atingida por um barco de pesca que, por sua vez, alertou mergulhadores de Zeester. O naufrágio da E3 foi descoberto em 14 de outubro de 1994. A popa da E3 havia sido explodida na explosão e foi descoberta completamente separada. A seção de popa - incluindo a câmara de torpedos de popa - foi posteriormente levantada. A escotilha de popa estava aberta, mas a natureza da explosão indica que homens na sala de máquinas e compartimentos de motores teriam morrido instantaneamente. As salas do motor e do motor estão totalmente expostas e, consequentemente, foram saqueadas de todos os acessórios removíveis, incluindo o sino.
A torre de comando foi removida por redes de pesca e os padrões de periscópio quebrados ainda são evidentes. Diz-se que a escada da torre de comando foi doada ao Museu Submarino, mas não está oficialmente listada dentro de suas coleções. A escotilha de carregamento de torpedos da E3 está aberta e a seção da proa está praticamente intacta.